# Lithospermum confine
Lithospermum confine är en strävbladig växtart som beskrevs av Ivan Murray Johnston. Lithospermum confine ingår i släktet stenfrön, och familjen strävbladiga växter. Inga underarter finns listade i Catalogue of Life.